# Gesetz zur Erleichterung familiengerichtlicher Maßnahmen bei Gefährdung des Kindeswohls
Durch das im Juli 2008 in Kraft getretene Gesetz zur Erleichterung familiengerichtlicher Maßnahmen bei Gefährdung des Kindeswohls wurden die Vorschriften zum familiengerichtlichen Kindesschutzverfahren im Bürgerlichen Gesetzbuch (BGB) und im Gesetz über die Angelegenheiten der freiwilligen Gerichtsbarkeit (FGG) neu ausgestaltet. Mit dem Gesetz wollte der Bundesgesetzgeber seiner Verpflichtung nachkommen, den Schutz von Kindern und Jugendlichen auch dann sicherzustellen, wenn die Eltern ihrer Verantwortung nicht gerecht werden und dadurch das Kindeswohl gefährdet ist.
Auslöser für das Gesetz waren mehrere Fälle, in denen Kinder gestorben waren, weil ihre Eltern sie vernachlässigt hatten, unter anderem der so genannte Mordfall Jessica. Der Deutsche Bundestag hatte das Gesetz am 25. April 2008 mit den Stimmen von Regierungs- und Oppositionsfraktionen einstimmig beschlossen.

## Ausschuss
Brigitte Zypries, Bundesministerin der Justiz, setzte im März 2006 eine Arbeitsgruppe „Familiengerichtliche Maßnahmen bei Gefährdung des Kindeswohls“ ein, der Experten aus den Familiengerichten, der Kinder und Jugendhilfe und Vertreter betroffener Verbände angehörten. Im Abschlussbericht vom 17. November 2006 kam die Arbeitsgruppe unter anderem zu dem Ergebnis, dass „Familiengerichte häufig zu spät und überwiegend mit dem Ziel angerufen werden, den Eltern das Sorgerecht ganz oder teilweise zu entziehen.“
In den Ausschuss waren eine Reihe von Experten eingeladen; unter ihnen befand sich auch Christian Dietz, Inhaber des mittlerweile geschlossenen Unternehmens Haasenburg.

## Stellungnahmen
Stellung zum Referentenentwurf nahmen folgende Organisationen:
- Arbeiterwohlfahrt Bundesverband (AWO)
- Arbeitsgemeinschaft für Kinder- und Jugendhilfe (AGJ)
- Bund Deutscher Rechtspfleger
- Bundesarbeitsgemeinschaft für Kinder in Adoptiv- und Pflegefamilien (BAG KiAP), PFAD Bundesverband der Pflege- und Adoptivfamilien, Pflegeelternschule Baden-Württemberg
- Bundesrechtsanwaltskammer
- Deutsche Gesellschaft für Systemische Therapie, Beratung und Familientherapie (DGSF)
- Deutscher Anwaltverein
- Deutscher Juristinnenbund
- Deutscher Richterbund
- Neue Richtervereinigung
- Sozialdienst katholischer Frauen (SkF) und der Deutsche Caritasverband (DCV)
- Verband alleinerziehender Mütter und Väter, Bundesverband (VAMV)

Zur Stellungnahme des Bundesrats:
- Bundesrechtsanwaltskammer

Zu §§ 1493 Abs. 2, 1683, 1845 BGB, 5 Abs. 5 PStG sowie gegen eine Änderung der §§ 1908 i Abs. 1 Satz 1 BGB, 94 Kostenordnung nahm der Deutsche Richterbund Stellung.

## Änderungen durch das Gesetz
Das Gesetz zur Erleichterung familiengerichtlicher Maßnahmen bei Gefährdung des Kindeswohls ist ein Artikelgesetz, welches das Bürgerliche Gesetzbuch und das Gesetz über die Angelegenheiten der freiwilligen Gerichtsbarkeit ergänzte, darüber hinaus aber keinen eigenständigen Inhalt hat.
Kernstück des Gesetzes ist der neu gefasste § 1666 BGB. Gemäß § 1666 Abs. 1 BGB muss das Familiengericht bereits dann tätig werden, wenn das körperliche, geistige oder seelische Wohl des Kindes oder sein Vermögen gefährdet sind und die Eltern nicht gewillt oder nicht in der Lage sind, die Gefahr selbst abzuwenden. Vor Inkrafttreten des Gesetzes war es zusätzlich nötig gewesen, den Eltern ein Erziehungsversagen nachzuweisen, was in der Praxis oft schwierig gewesen war.
Dem Familiengericht stehen gemäß § 1666 Abs. 3 BGB insbesondere folgende Maßnahmen zur Verfügung:
- das Gebot, öffentliche Hilfen wie zum Beispiel Leistungen der Kinder- und Jugendhilfe und der Gesundheitsfürsorge in Anspruch zu nehmen
- die Verpflichtung, für die Einhaltung der Schulpflicht zu sorgen
- das Verbot, die Familienwohnung zu nutzen, sich in einem bestimmten Umkreis der Wohnung aufzuhalten oder zu bestimmende andere Orte aufzusuchen, an denen sich das Kind regelmäßig aufhält
- das Verbot, Verbindung zum Kind aufzunehmen oder ein Zusammentreffen mit dem Kind herbeizuführen (Kontaktverbot)
- die Entziehung der elterlichen Sorge

Vor Inkrafttreten des neuen § 1666 Abs. 3 BGB war der Entzug der elterlichen Sorge häufig die einzige Maßnahme, die von den Gerichten in Betracht gezogen worden war.
Das Verfahrensrecht wurde mit §§ 50e und 50f FGG um zwei Vorschriften ergänzt, die später in das Gesetz über das Verfahren in Familiensachen und in den Angelegenheiten der freiwilligen Gerichtsbarkeit überführt wurden: § 50e FGG (heute: § 155 FamFG) verpflichtet die Familiengerichte, Verfahren wegen Gefährdung des Kindeswohls „vorrangig und beschleunigt“ durchzuführen. Außerdem müssen die Gerichte prüfen, ob der Schutz des Kindes durch eine einstweilige Anordnung sichergestellt werden muss. Gemäß § 50f FGG (heute: § 157 FamFG) sollen die Familiengerichte mit den Eltern erörtern, wie einer möglichen Gefährdung des Kindeswohls begegnet werden kann, insbesondere durch öffentliche Hilfen, und welche Folgen die Nichtannahme notwendiger Hilfen haben kann. An dieser Erörterung soll auch das Jugendamt teilnehmen.